# Ruggero libera Angelica
Ruggero libera Angelica (Roger délivrant Angélique) è un dipinto di Jean-Auguste-Dominique Ingres, realizzato nel 1819 con la tecnica della pittura a olio.

## Storia
L'opera venne esposta per la prima volta pubblicamente insieme a un altro celebre quadro del pittore, La grande odalisca: essa suscitò reazioni negative nei critici del tempo per la resa del nudo integrale e per il suo stile giudicato troppo arcaico. Ne fu invece entusiasta il re Luigi XVIII, che l'acquistò per esporla nel suo castello di Versailles.
Questa versione di Ruggero libera Angelica è conservata al Louvre. Ne esistono altre sette: una di esse, del 1839 circa, è conservata alla National Gallery di Londra, dopo aver fatto parte della collezione privata di Edgar Degas, mentre un dipinto ovale con la sola figura di Angelica (dipinto nel 1859 circa) si trova in Brasile, nel Museo d'arte di San Paolo.
Il quadro è stato utilizzato come immagine di copertina per il gioco di ruolo Orlando furioso.

## Descrizione
Viene qui illustrato uno degli episodi salienti dell'Orlando furioso di Ludovico Ariosto: Angelica, la principale figura femminile del poema, sta per essere divorata da un mostro marino, l'Orca di Ebuda, cui è stata offerta in pasto dagli abitanti dell'isola, ma l'intervento provvidenziale dell'eroe Ruggero, che cavalca l'Ippogrifo, le permetterà di sopravvivere. Vi sono molte analogie con un mito classico, quello della liberazione di Andromeda da parte di Perseo, ma mentre il semidio figlio di Zeus si unirà in matrimonio con la donna da lui salvata, nel capolavoro ariostesco Ruggero non sposa Angelica bensì Bradamante.
L'artista ritrae con minuziosità i particolari dell'ippogrifo e dell'armatura dell'eroe, mentre dipinge con un tocco voluttuoso la figura della principessa del Catai, dal corpo flessuoso che risalta sul colore scuro dello scoglio, infranto dalle onde marine. La testa di Angelica ricade all'indietro, nella direzione opposta rispetto al busto dalla linea tesa e incisiva, ed ella rotea gli occhi verso Ruggero. Per quanto riguarda il mostro marino, nel poema ariostesco l'Orca è una creatura di enormi dimensioni, paragonabile a un lungo naviglio, mentre in questo quadro è molto più piccola.

## Omaggi
- Nel 1987, il pittore peruviano Herman Braun-Vega riprese la figura di Angelica per il suo quadro Les captives.[8]

## Galleria d'immagini

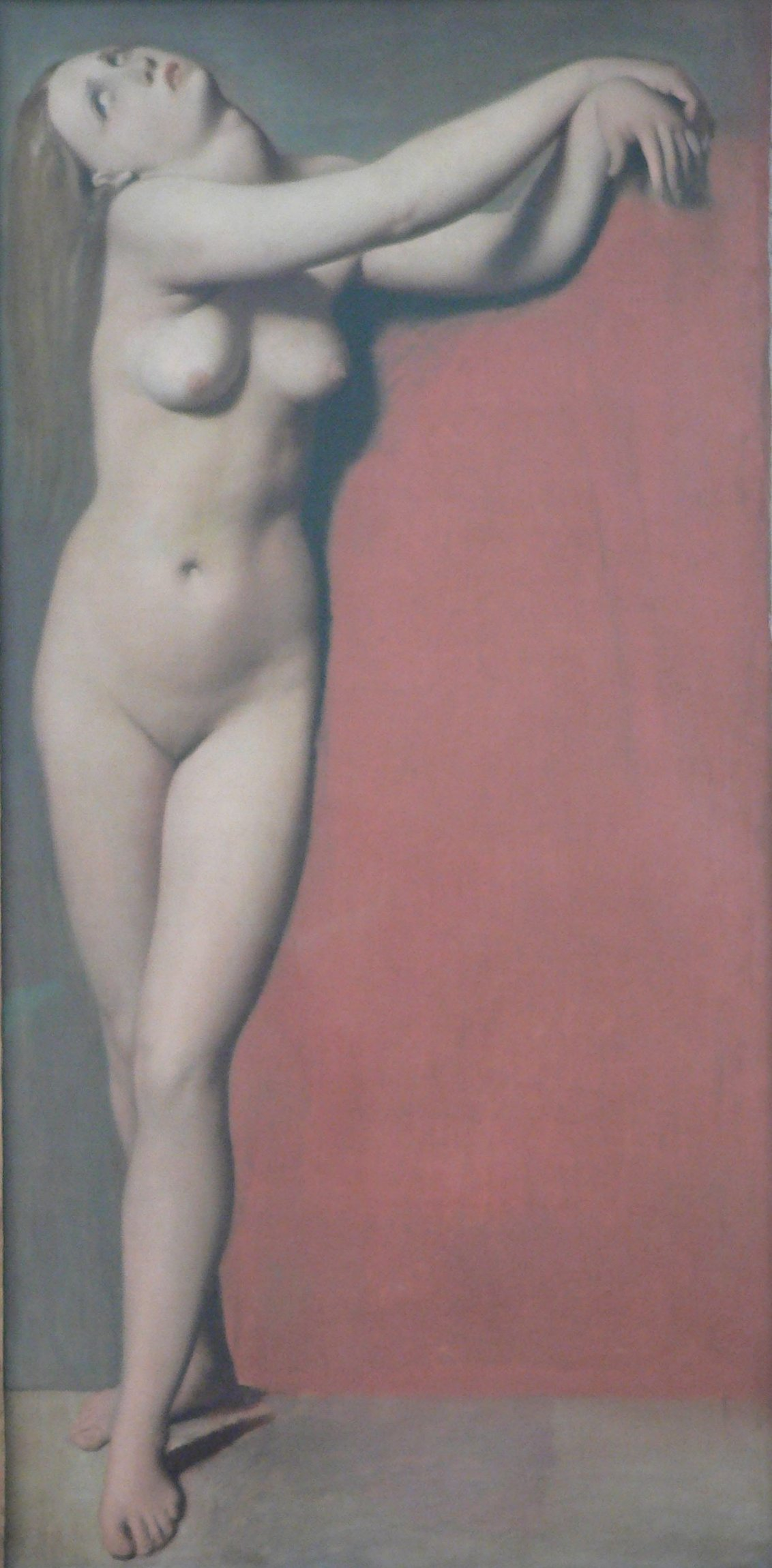
Studio per la figura di Angelica, 1819, Museo del Louvre
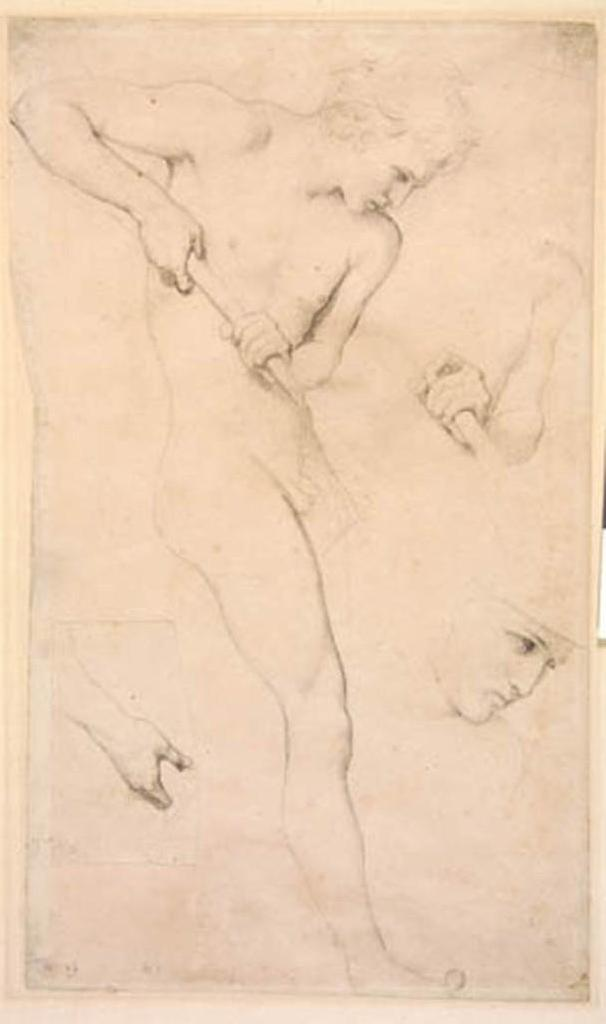
Uno studio di nudo per la figura di Ruggero.
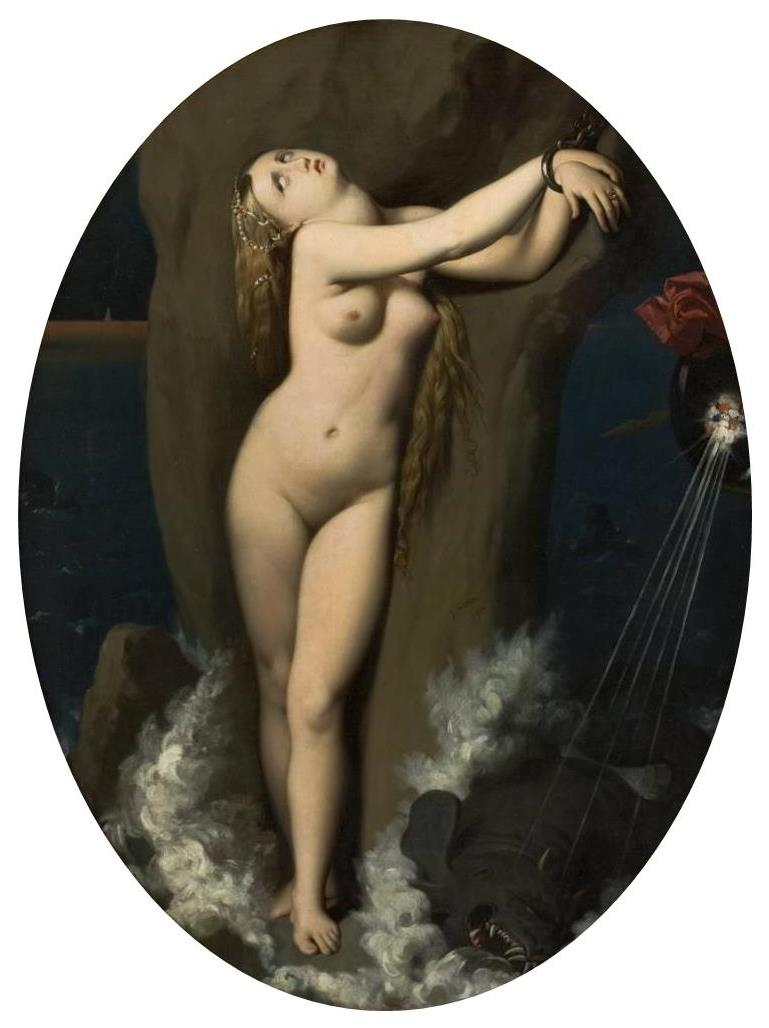
Angelica incatenata, 1859, Museo d'arte di San Paolo